# 梅希亞 (阿拉巴馬州)
梅希亞（英語：Mexia）是一個位於美國阿拉巴馬州門羅縣的非建制地區。該地的面積和人口皆未知。

## 地理
梅希亞的座標為31°30′26″N 87°23′18″W / 31.50722°N 87.38833°W，而該地的平均海拔高度為126米（即413英尺）。